# Die Hausgehilfin
Die Hausgehilfin war eine österreichische Monatszeitschrift, die zwischen 1919 und 1969 in Wien erschien. Eine Unterbrechung der Herausgabe gab es zur Zeit des Nationalsozialismus und der Nachkriegszeit von 1938 bis 1959. Sie führte zuerst den Nebentitel Zeitung des Reichsverbandes der Christlichen Hausgehilfinnen, ab 1928 Zeitung des Reichsverbandes der Christlichen Hausgehilfinnen Österreichs und danach bis 1938 Organ des Christlichen Verbandes der Weiblichen Hausbediensteten in Wien. Die Fortsetzung der Zeitschrift war von 1970 bis 1979 Die Hausangestellte.